# Çekmeden, Vezirköprü
Çekmeden là một xã thuộc huyện Vezirköprü, tỉnh Samsun, Thổ Nhĩ Kỳ. Dân số thời điểm năm 2010 là 271 người.